# William Jardine
William VII Baronetto di Jardine (Edimburgo, 23 febbraio 1800 – Sandown, 21 novembre 1874) è stato un naturalista scozzese.

## Biografia
Jardine rese disponibile la storia naturale a tutti i livelli della società vittoriana, pubblicando e distribuendo i quaranta popolarissimi volumi di The Naturalist's Library. Questa venne divisa in quattro sezioni principali: ornitologia, mammiferi, entomologia e ittiologia; ognuna di queste venne preparata da un grande naturalista. Tra gli artisti responsabili delle illustrazioni ci fu anche Edward Lear.

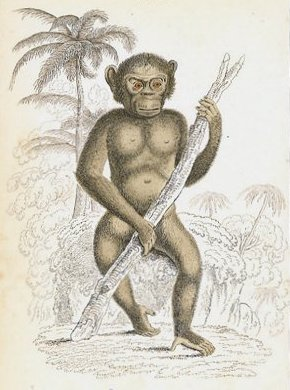
Disegno di Sir William Jardine, 1833

Le altre pubblicazioni di Jardine comprendono un'edizione della The Natural History and Antiquities of Selborne di Gilbert White, che rese di nuovo a quest'ultimo una certa reputazione, le Illustrations of Ornithology (1825-43) ed un'edizione economica di Birds of America di Alexander Wilson.
Jardine fu il classificatore di un gran numero di specie di uccelli, da solo o con la collaborazione del suo amico Prideaux John Selby.
| Jardine è l'abbreviazione standard utilizzata per le specie animali descritte da William Jardine. Categoria:Taxa classificati da William Jardine |